# Blind Tom Wiggins
Thomas Wiggins, noto anche con lo pseudonimo di Blind Tom (Harris County, 25 maggio 1849 – 14 giugno 1908), è stato un pianista statunitense.
Ha pubblicato numerose composizioni originali e ha avuto grande successo negli Stati Uniti. Durante il XIX secolo è stato uno dei più noti pianisti americani e uno dei più noti musicisti afroamericani.

## Biografia
Cieco dalla nascita, viene venduto nel 1850 insieme ai suoi genitori schiavi a un avvocato di Columbus, Georgia, il generale James Neil Bethune..
A causa della sua cecità Tom non può lavorare, ma fin da un'età molto precoce mostra interesse per il pianoforte, che sente suonare dalle figlie di Bethune. All'età di cinque anni compone la sua prima melodia, The Rain Storm.
A otto anni Tom viene "prestato" al promotore del concerto Perry Oliver, che lo fa girare per gli Stati Uniti ed esibirsi fino a quattro volte al giorno; Oliver e Bethune guadagnano da questi spettacoli fino a 100000 $ all'anno, una somma enorme per il tempo.
Tom è in grado di riprodurre dopo pochi ascolti interi brani musicali, come inni, canzoni popolari, valzer e repertorio classico.

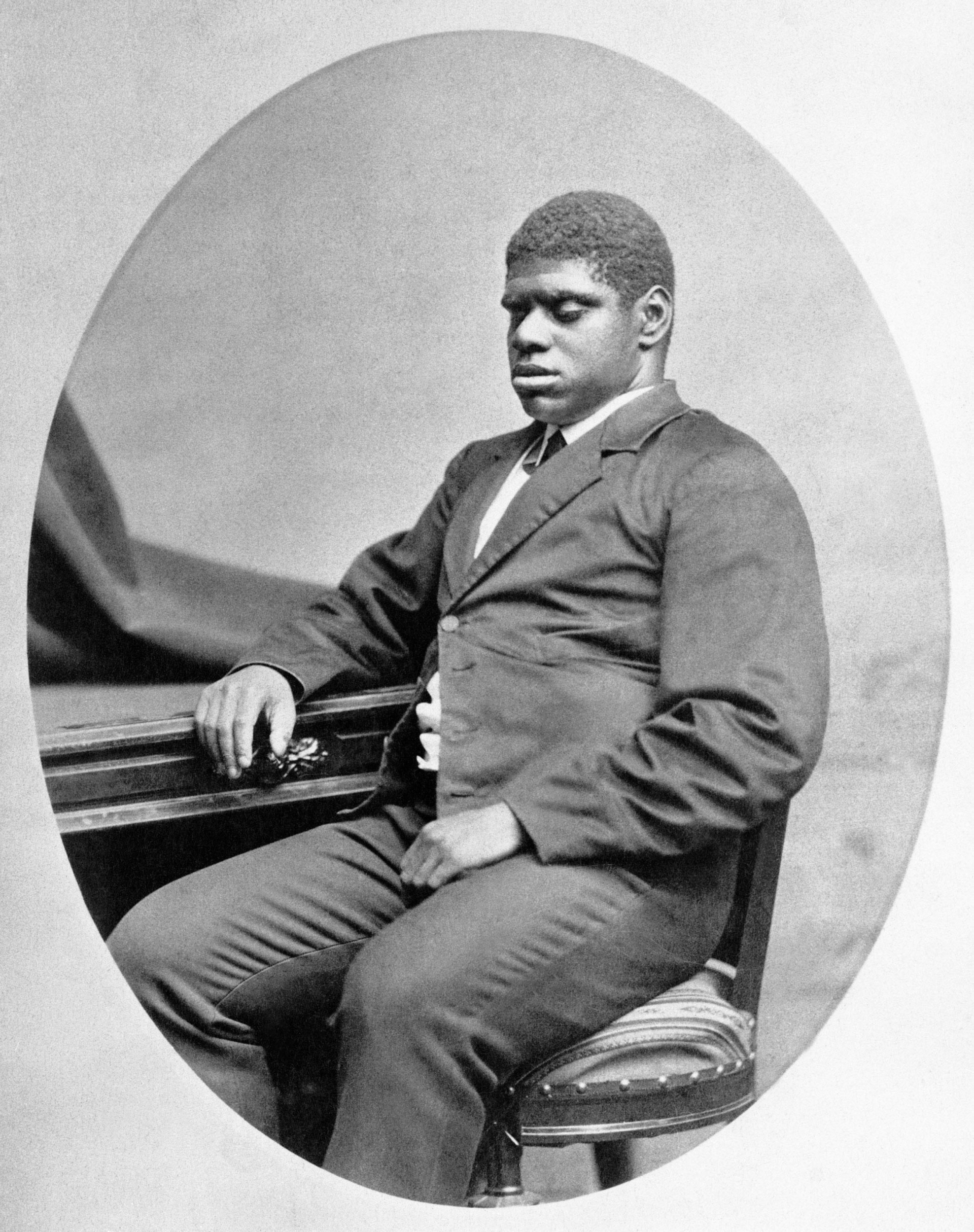
Tom Wiggins

Le recensioni dei giornali e le reazioni del pubblico sono molto favorevoli agli spettacoli di Tom, spingendo il generale Bethune a intraprendere un tour di concerti in Georgia. Tom in seguito visita il sud con Bethune o accompagnato da manager, sebbene i loro viaggi siano talvolta ostacolati dalle ostilità nord-sud che stanno trascinando la nazione verso la guerra civile. Nel 1860, Blind Tom si esibisce alla Casa Bianca davanti al presidente James Buchanan; è il primo afroamericano a esibirsi alla Casa Bianca. Mark Twain assiste a molte esibizioni di Blind Tom lasciandone resoconti accurati.
La proclamazione di emancipazione nel 1862 libera tutti gli schiavi negli stati confederati, mentre in tutti gli Stati Uniti non vengono liberati fino all'approvazione del tredicesimo emendamento nel dicembre 1865. Nel 1866, all'età di 16 anni, Tom parte accompagnato per una tournée europea insieme a Bethune. Ignaz Moscheles e il pianista-direttore Charles Hallé  ne lasciano testimonianza nell'opuscolo  The Marvelous Musical Prodigy Blind Tom che viene usato per rafforzare la reputazione internazionale di Tom.
Non esistono registrazioni originali di Blind Tom, mentre i suoi spartiti sono disponibili.

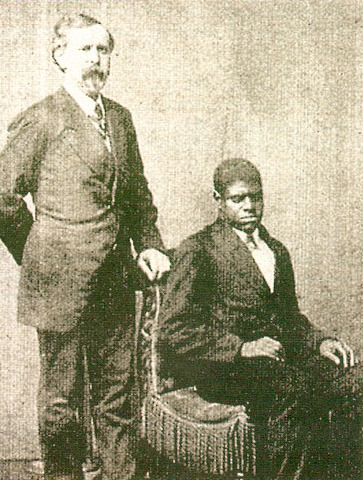
Il generale James N. Bethune e Blind Tom

Elton John scrive nel 2013 The Ballad of Blind Tom, dal suo album del 2013 The Diving Board, che parla di Blind Tom.